# رودلف سرکین
رودلف سرکین (به آلمانی: Rudolf Serkin) نوازندهٔ پیانو اهل بوهم بود. او به‌عنوان یکی از برترین اجراکنندگان آثار بتهوون در سدهٔ بیستم میلادی شناخته می‌شود.
سرکین چندین جایزهٔ معتبرِ بین‌المللی و چندین نشان و مدال دریافت کرد.